# Forestus
Pour les articles homonymes, voir Van Foreest.
Petrus Forestus ou Pieter van Foreest, né à Alkmaar en 1521 où il est mort le 10 mars 1597, est un médecin néerlandais, surnommé l'Hippocrate des Provinces-Unies.

## Biographie
Fils de Jorden van Foreest et de Margriet Beyers, il fait ses premières études à l'école latine d'Alkmaar puis, vers 1536, entre à l'Université de Louvain.
En 1540, il voyage à travers l'Europe pour perfectionner ses études de médecine et demeure trois ans à Bologne. Il visite aussi Padoue, Venise et Ferrare et suit, entre autres, les cours de Vésale et de Jacques Dubois. Le 29 novembre 1543, il est diplômé de l'Université de Bologne puis travaille quelque temps à Rome et à Paris avant de retourner en 1546 à Alkmaar où il ouvre un cabinet médical et où il se marie avec Eva van Teijlingen (1525 - 1595).
Il est nommé médecin de la ville de Delft en 1558, fonction qu'il exerce pendant plus de 37 ans. En août 1574, lors du siège de Leiden, il est consulté par le prince Guillaume Ier d'Orange-Nassau, tombé malade à Delfshaven. Il est ensuite régulièrement consulté par des membres de la famille princière.
Forestus a été invité par les curateurs de la nouvelle université de Leiden à assister à la cérémonie d'ouverture le 8 février 1575 en tant que médecin et professeur de médecine. Il reste à Leiden jusqu'au 12 février pour signer les statuts de la nouvelle université. Il retourne ensuite à Delft.
Après l'assassinat du prince William d'Orange le 10 juillet 1584, Forestus procède à l'autopsie et à l'embaumement avec son collègue de Delft, Cornelis Busennius (nl).
Mort à Alkmaar le 10 mars 1597, il est inhumé dans la Grande église Saint-Laurent de Alkmaar le 13 mars 1597. Sur sa pierre tombale est gravée en dernière ligne « Hippocrate batavus si fuit ille fuit » (Si jamais il y eut un Hippocrate hollandais, ce fut cet homme).

## Travaux
Il est l'auteur de nombreuses observations publiés en plusieurs livres imprimés séparément à Leyde, de 1589 jusqu'en 1610, ainsi qu'à Anvers. Elles ont été recueillies sous le titre Observationum et curationum medicinalium libri XXVIII (5 vol, Francfort, 1602-1634 puis 4 vol, 1660-1661). D'autres éditions sont publiées à Rouen (1653) et à Nuremberg (1660).
On lui doit une description de la peste de Delft de 1573. Il est surtout connu pour être le premier critique de l'uroscopie, méthode médiévale de diagnostic et pronostic par les urines, qu'il présente comme une méthode de « charlatans ».
Cette critique se trouve dans le tome 5 de ses Observationum sous le titre De incerto urinarum judicio. Forestus présente la médecine galénique comme la seule médecine valable. Il accepte l'examen des urines comme faisant partie de l'évaluation d'un malade, mais pas comme méthode unique et exclusive de diagnostic et de pronostic, dans le seul but d'impressionner le patient,
En attaquant violemment les uroscopistes, charlatans et patients ignorants, Forestus établit de façon implicite un lien nécessaire entre la compétence (connaissances exactes) du médecin et sa valeur morale. Dans cette perspective, le seul choix légitime du patient ne peut être que la médecine d'Hippocrate et de Galien.